# Эгли, Уильям Мо
Уильям Мо Эгли (англ. William Maw Egley; 1826[…], Лондон — 1916[…]) — британский художник-Викторианской эпохи.

## Биография
Родился в 1826 году в Лондоне в семье художника-миниатюриста Уильяма Эгли-старшего. Учился сперва под руководством отца, а затем — у художника Уильяма Пауэлла Фрита, члена художественного объединения «Клика». В ученические годы Эгли неоднократно становился «соавтором» Фрита, который поручал ему писать фон для своих картин. Стиль учителя, а также других членов «Клики», оказал на Эгли решающее влияние.
Эгли много работал как художник-жанрист; его работы, нередко пронизанные тонким юмором, отличавшиеся вниманием к деталям костюма и антуража, были популярны у современников. Сегодня самым известным произведением Эгли обычно считается картина «В лондонском омнибусе», хранящаяся в собрании Галереи Тейт, и перекликающаяся с картиной на тот же сюжет художника Джорджа Джоя.
Скончался Эгли в Лондоне в 1916 году. 

## Галерея

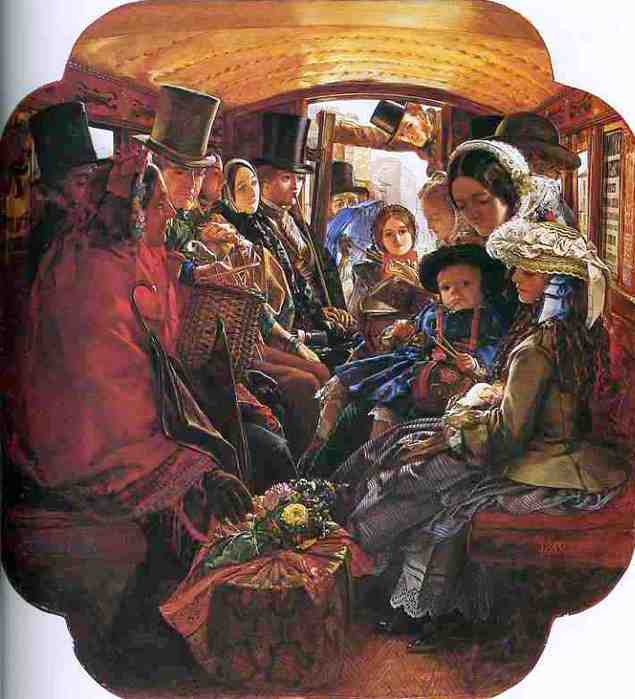
Сцена в омнибусе, около 1860, Галерея Тейт
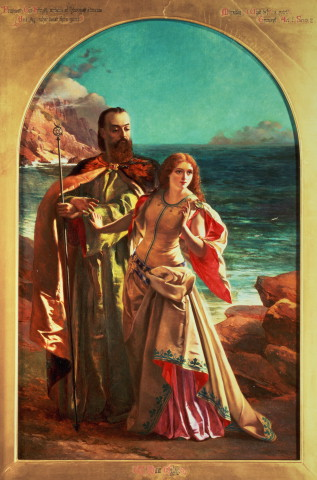
Просперо и Миранда (герои пьесы «Буря» Уильяма Шекспира), 1850
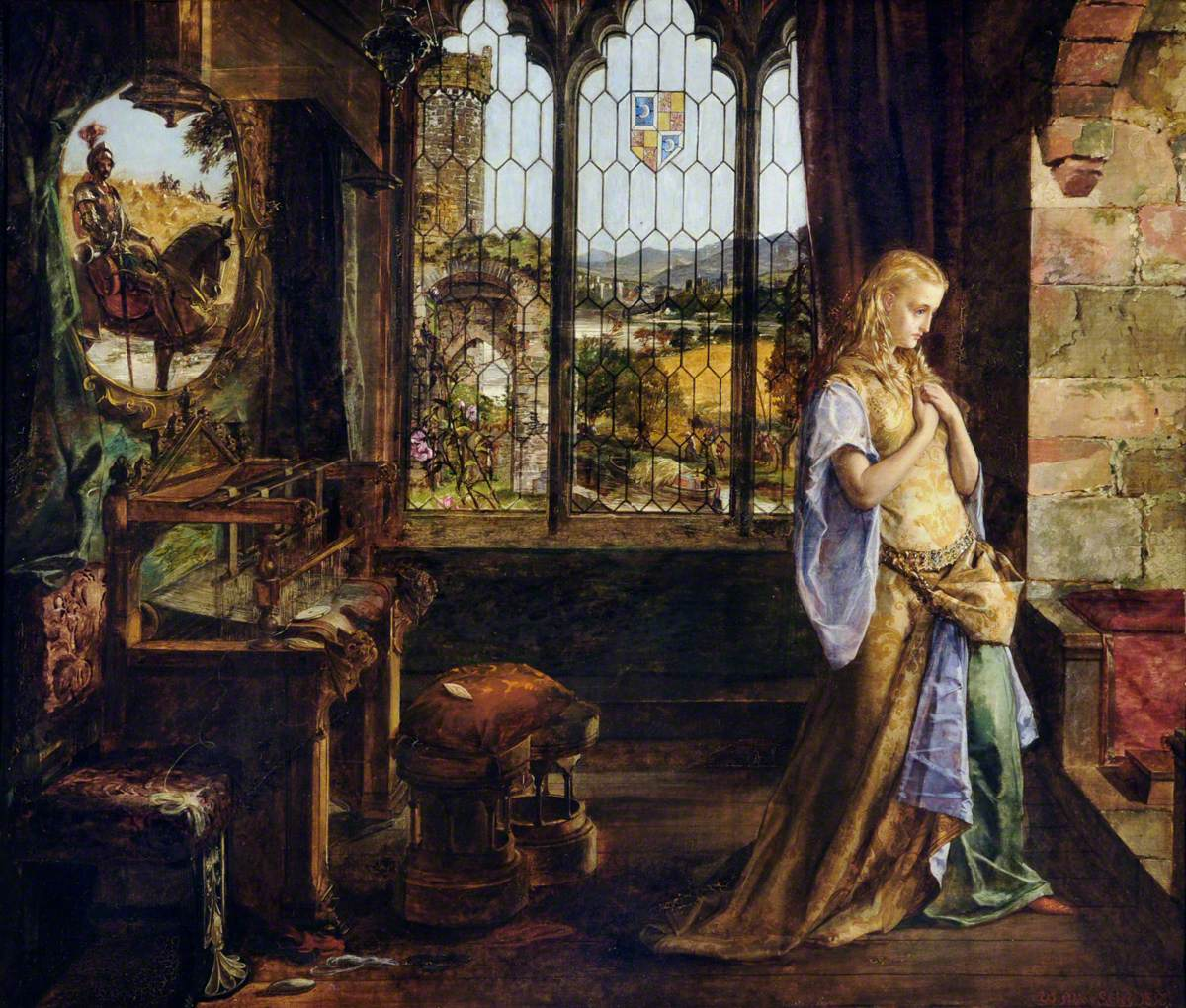
Волшебница Шалот, 1858
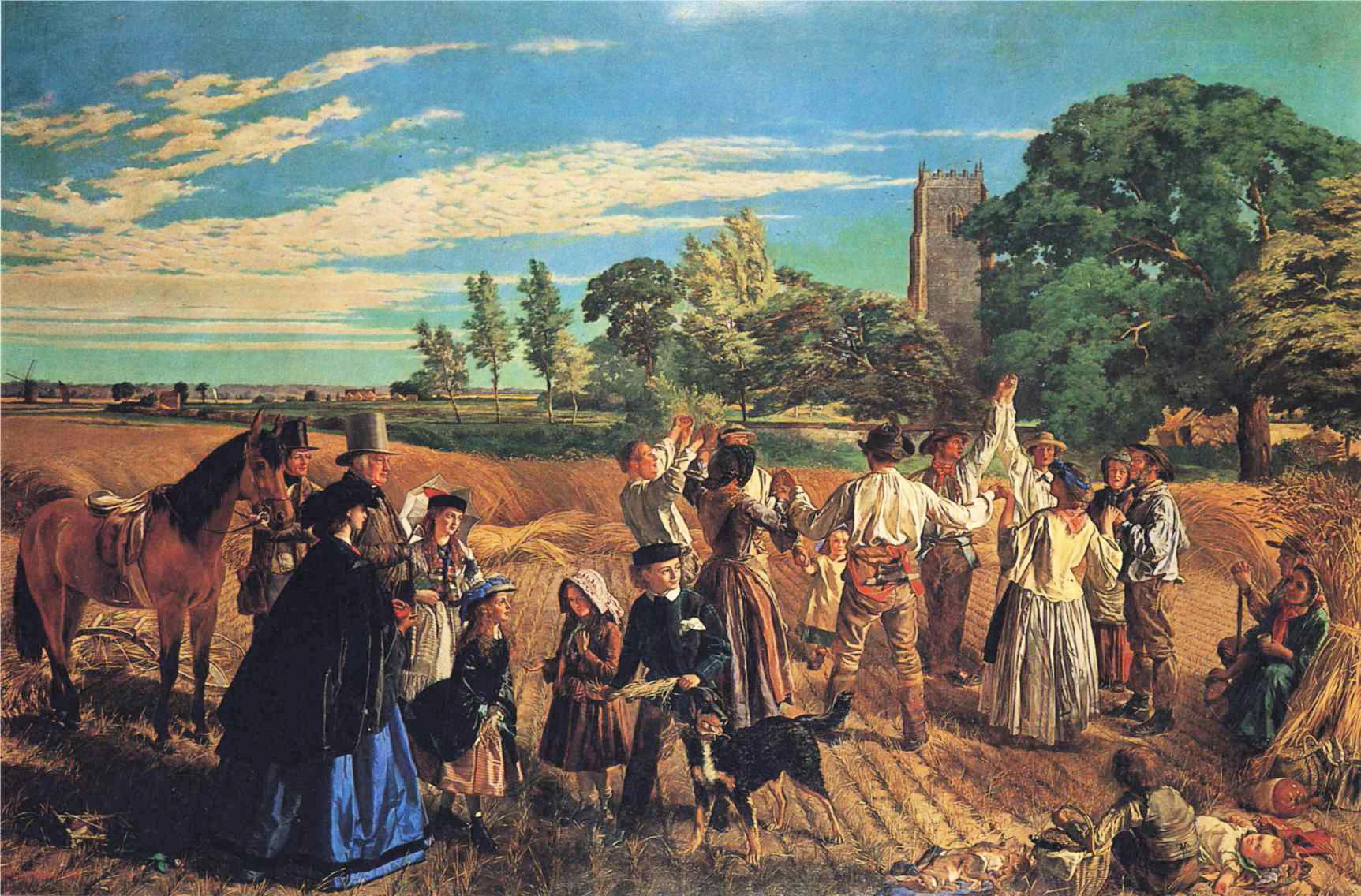
Праздник урожая в Норфолке, 1862
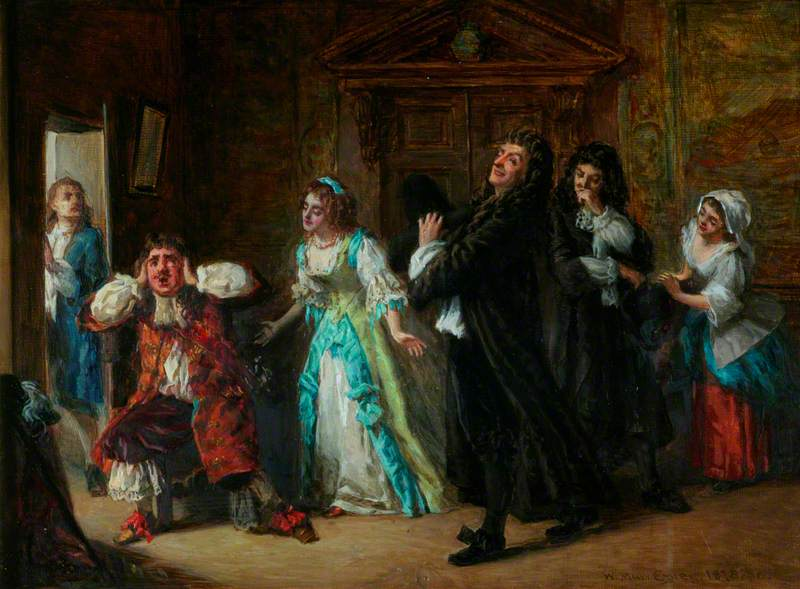
Сцена из пьесы Мольера «Лекарь поневоле», Музей Виктории и Альберта, Лондон
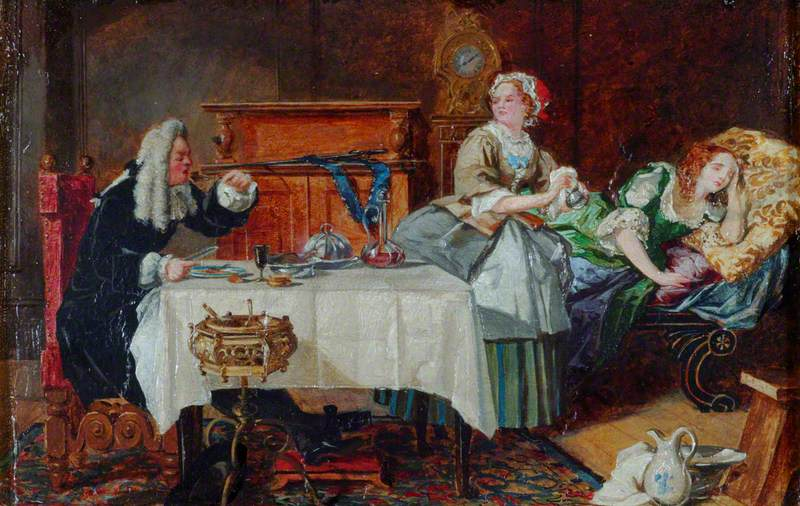
Сцена из пьесы Мольера «Тартюф», Музей Виктории и Альберта
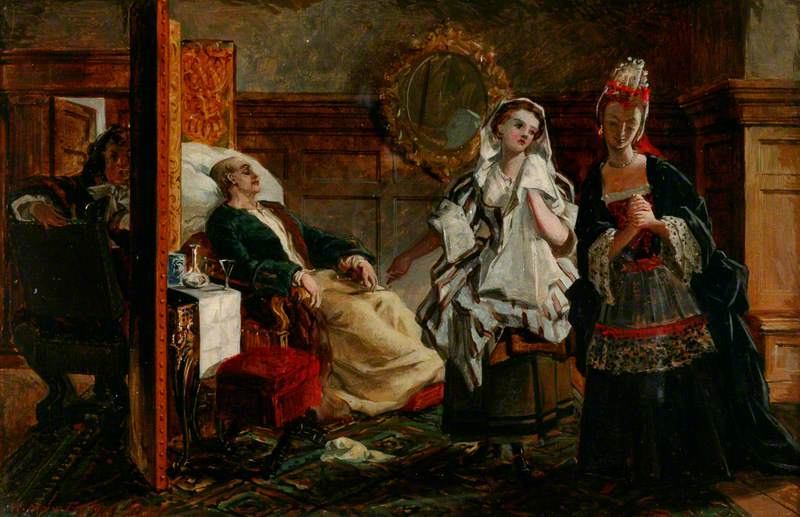
Сцена из пьесы Мольера «Мнимый больной», 1857, Музей Виктории и Альберта
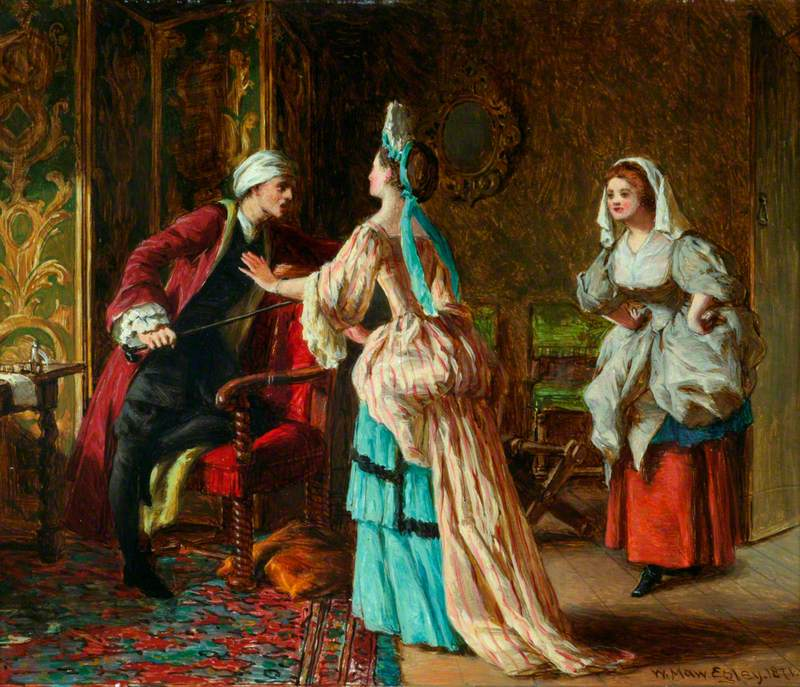
Сцена из пьесы Мольера «Мнимый больной», 1857, Музей Виктории и Альберта
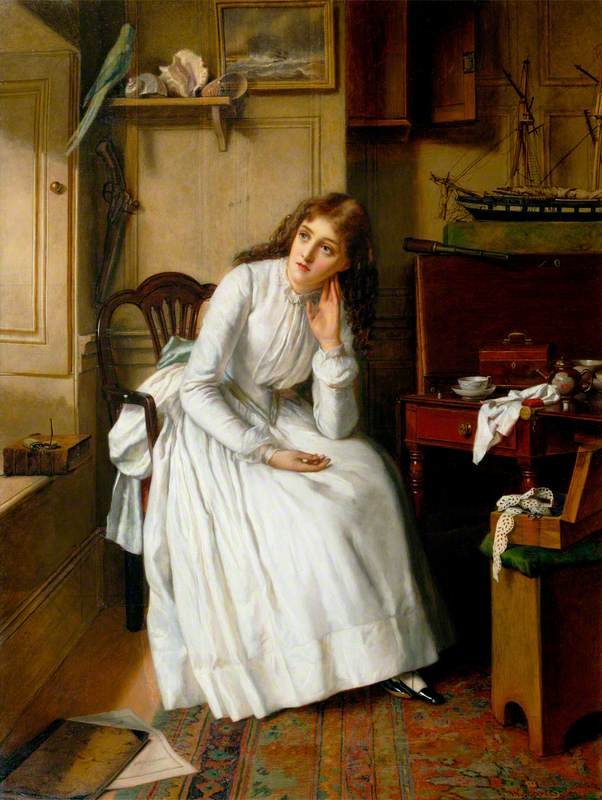
Флоренс Домби в гостиной капитана Катля (картина на сюжет из романа Диккенса «Домби и Сын»), 1888, Музей Виктории и Альберта
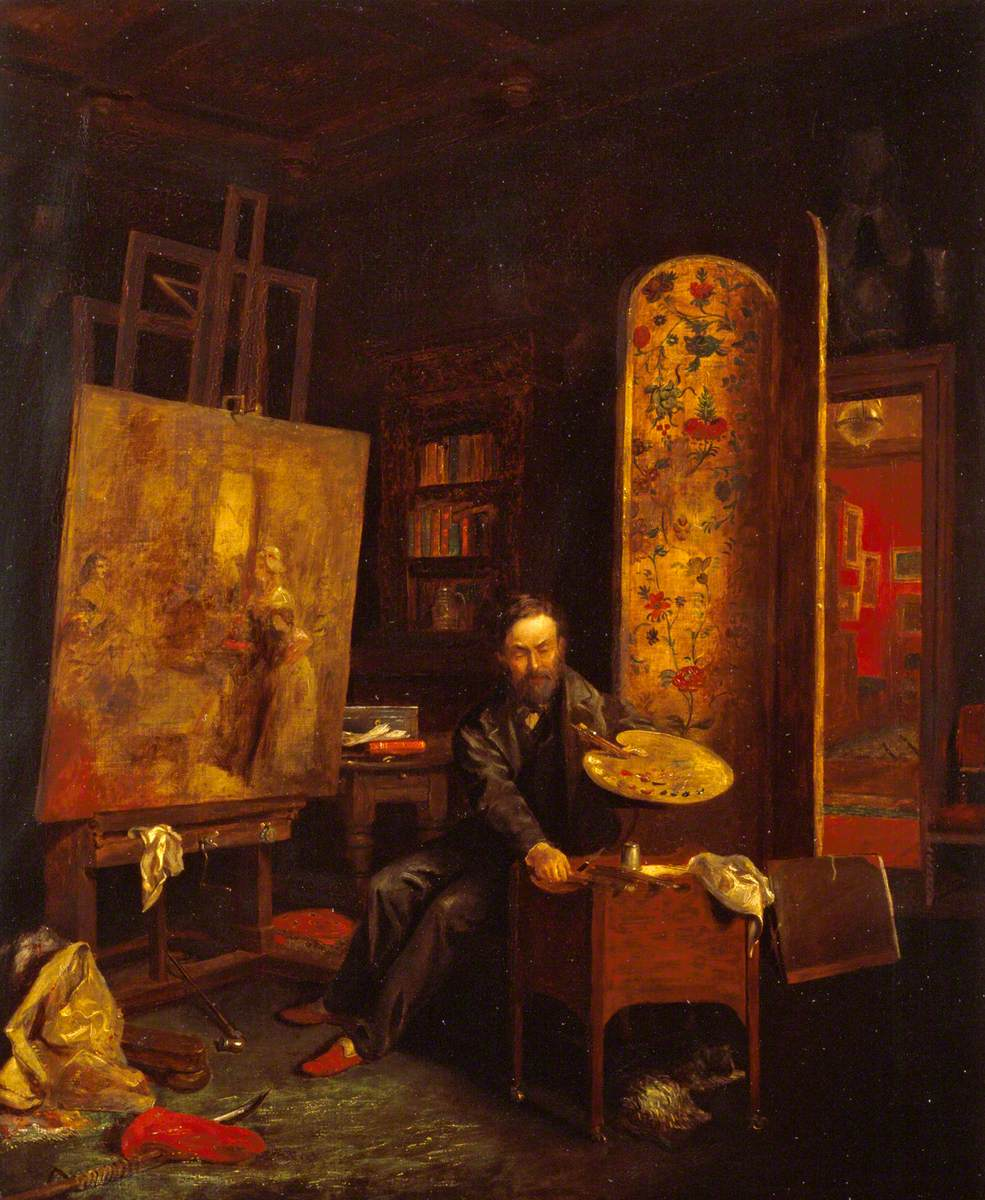
Художник Альфред Элмор в своей мастерской, ок. 1859, Королевская академия художеств
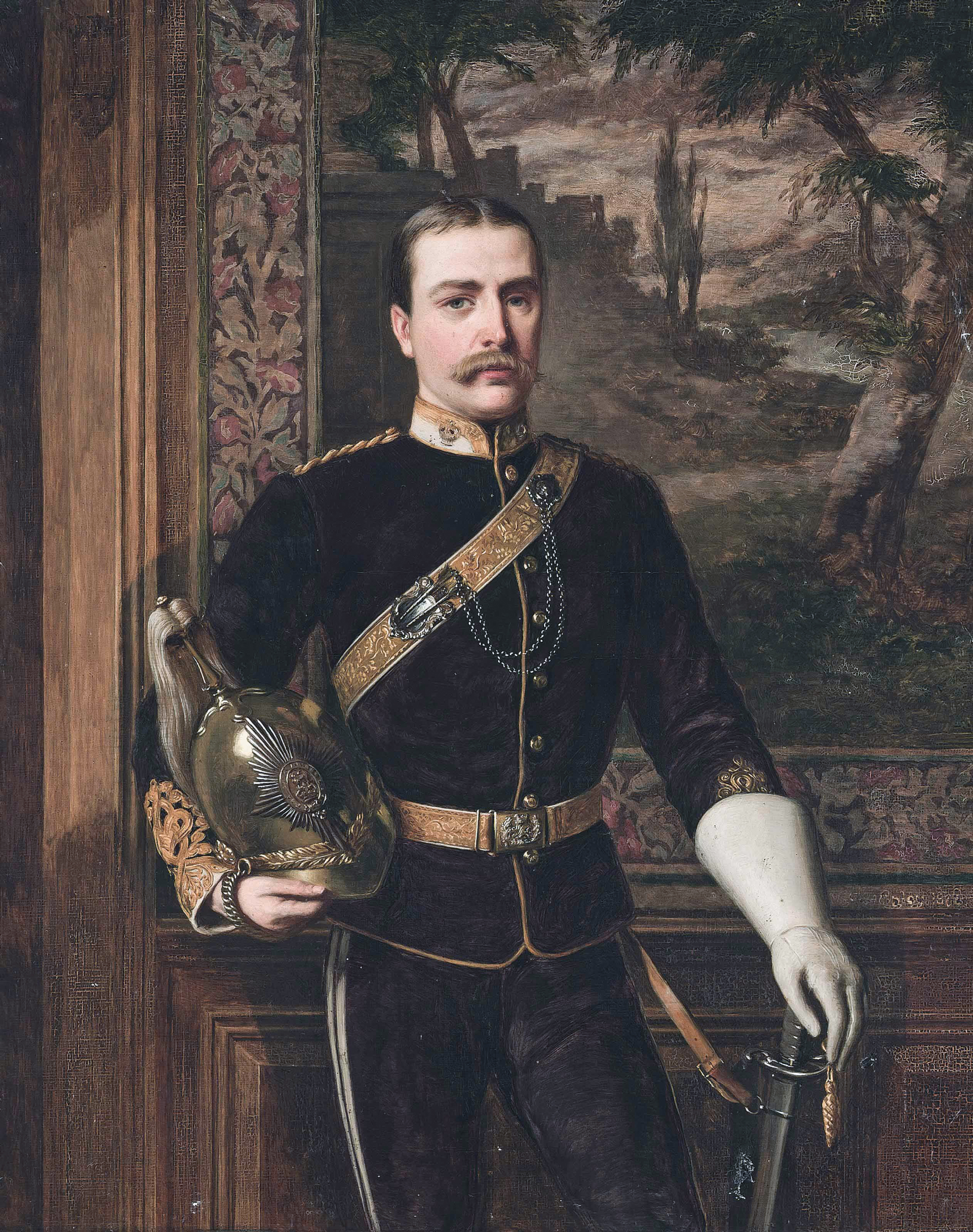
Портрет баронета Фредерика Карна Раша (1847—1914)
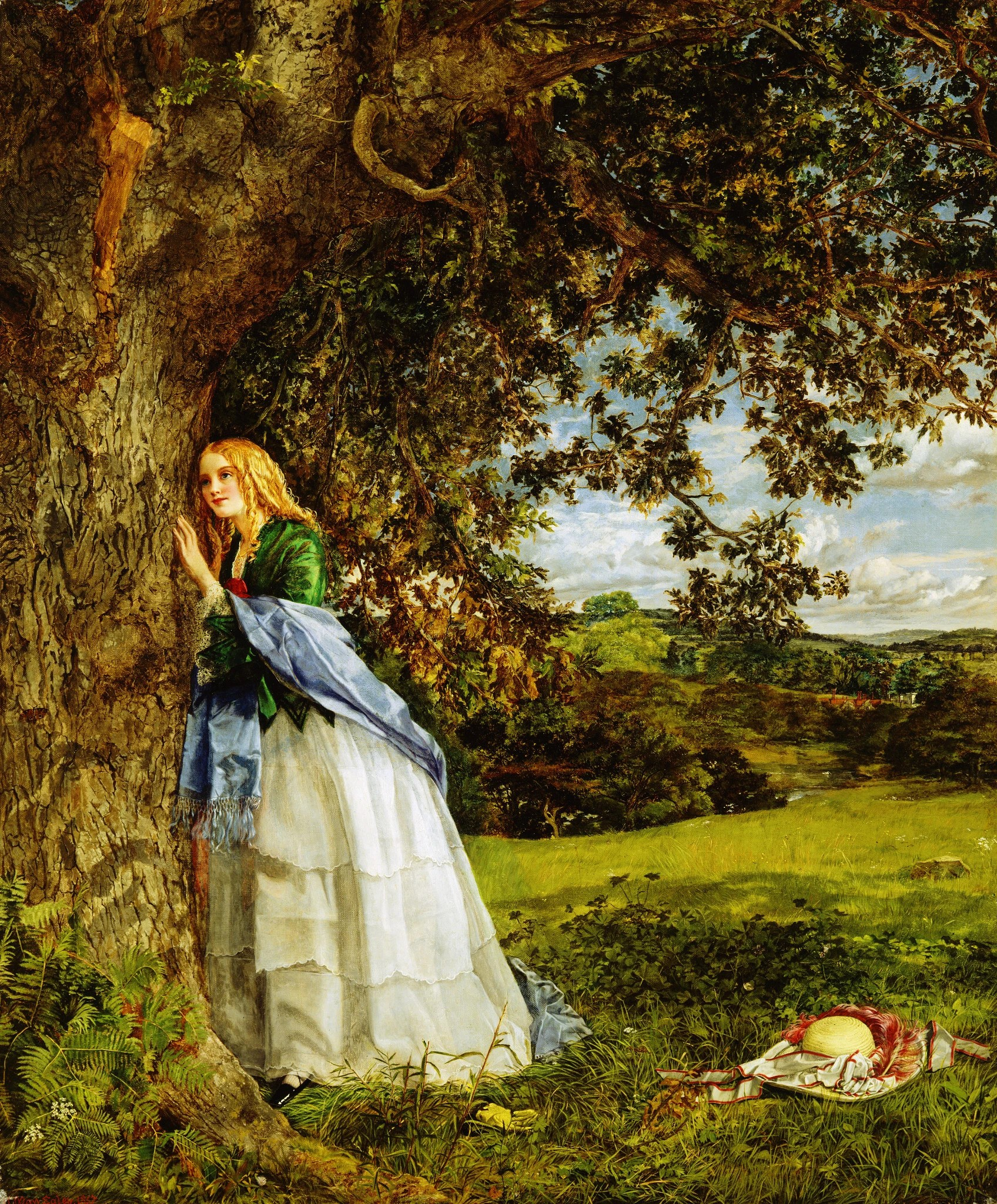
Говорящий дуб (картина на сюжет из стихотворения Альфреда Теннисона), 1857, Детройтский институт искусств